# Tetrablemma helenense
Espèce
Synonymes
- Tetrablemma helenensis Benoit, 1977

Tetrablemma helenense est une espèce d'araignées aranéomorphes de la famille des Tetrablemmidae.

## Distribution
Cette espèce est endémique de Sainte-Hélène.

## Étymologie
Son nom d'espèce, composé de helen[e] et du suffixe latin -ensis, « qui vit dans, qui habite », lui a été donné en référence au lieu de sa découverte, Sainte-Hélène.

## Publications originales
- Benoit, 1977 : Fam. Oonopidae et Tetrablemmidae. La faune terrestre de l'île de Sainte-Hélène IV. Annales du Musée Royal de l'Afrique Centrale, Tervuren, Belgique Série in Octavo, Sciences Zoologiques, vol. 220, p. 31-44.